# أليسون ديكسون
أليسون ديكسون (بالإنجليزية: Alyson Dixon) هي عداءة مراثونية بريطانية، ولدت في 24 سبتمبر 1978 في سندرلاند في المملكة المتحدة.

## وصلات خارجية
- أليسون ديكسون على موقع الاتحاد الدولي لألعاب القوى (الإنجليزية)
- أليسون ديكسون على موقع الاتحاد الألماني للألترا ماراثون (الإنجليزية)
- أليسون ديكسون على موقع ThePowerOf10.info (الإنجليزية)
- أليسون ديكسون على موقع اللجنة الأولمبية الدولية (الإنجليزية)
- أليسون ديكسون على موقع أوليمبيديا (الإنجليزية)
- أليسون ديكسون على موقع اللجنة الأولمبية البريطانية (الإنجليزية)
- أليسون ديكسون على موقع اتحاد ألعاب الكومنولث (مؤرشف) (الإنجليزية)